# 일본 궁내청

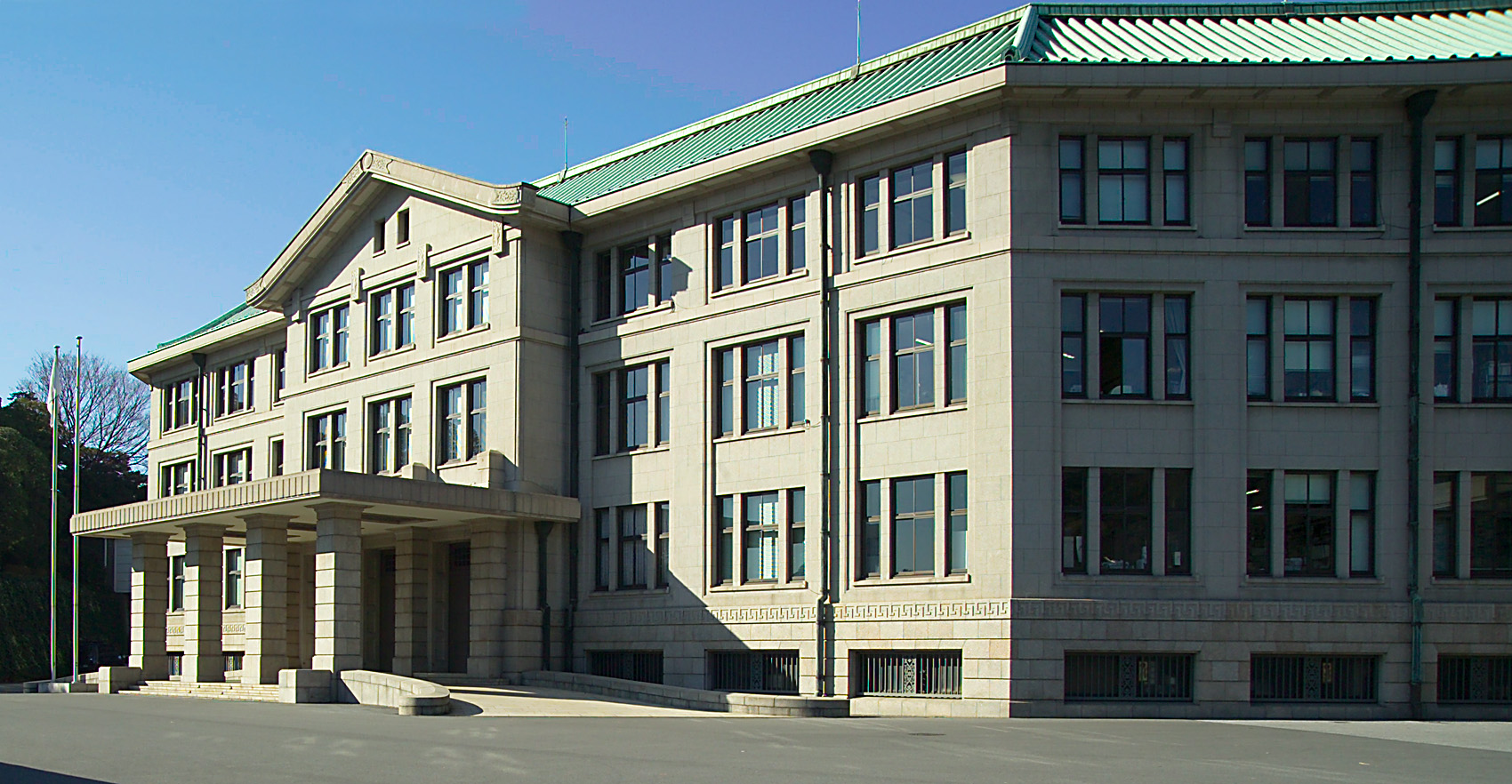
궁내청 청사

궁내청(宮內廳, 일본어: 宮内庁 쿠나이초[*], Imperial Household Agency)은 일본 황실에 관계된 사무나 천황의 국사 행위 중 외국 특명전권대사의 접수나 의례에 관한 사무 및 옥새와 국새의 보관을 관장하는 일본 내각부에 소속된 일본의 행정기관이다. 1869년에 궁내성을 설치하였으나 제2차 세계 대전이 끝나고 1947년에 일본국 헌법이 시행되면서 궁내부가 되었다가 1949년에 궁내청으로 개칭하였다.

## 조직
궁내청 장관은 인증직으로, 내각총리대신이 임명하고 천황이 인증한다.
궁내청 장관과 차장의 밑으로 장관관방과 3직·2부·2시설 등의 기관과 1지방지분부국(地方支分部局)이 있다. 시종직 및 동궁직은 각각 천황 일가와 황태자 일가를 돌보는 특성상, 황위 계승이 있을 때에는 동궁직원이 새로 즉위한 천황과 황후를 따라 시종직으로 이직하고 시종직 대부분은 동궁직으로 이직하는 형태로 서로 바뀐다.
- 장관관방
- 3직
  - 시종직
  - 동궁직
  - 식부직
- 2부
  - 서릉부
  - 관리부
- 2시설
  - 정창원사무소(나라시) - 정창원 보물의 보존 및 관리를 실시한다.
  - 어료 목장(도치기현)
- 지방지분부국
  - 교토사무소(교토시) - 국유재산인 교토 어소(京都御所), 센토 어소(仙洞御所), 가쓰라 이궁(桂離宮), 슈가쿠인 이궁(修学院離宮)과 모모야마 능묘감구(桃山陵墓監区), 쓰키노와 능묘감구(月輪陵墓監区), 우네비 능묘감구(畝傍陵墓監区), 후루이치 능묘감구(古市陵墓監区)가 담당하는 각각의 긴키 지방의 황릉이나 황족의 묘를 관리한다.

## 청사
1935년에 준공 되어 문패 등은 없으며, 도쿄 대공습으로 메이지 궁전이 소실되고나서 1969년 지금의 고쿄 궁전이 완공되어 이용되기 시작될때까지는 청사 3층을 가궁(假宮)으로도 이용하였다. 고쿄가 위치한 도쿄도 지요다구 1번1에 위치하고 있다.

## 같이 보기
- 황실전범
- 이왕직